# Sym-Bionic Titan
Sym-Bionic Titan est une série télévisée d'animation américaine réalisée par Bryan Andrews, Paul Rudish et Genndy Tartakovsky, créée en 2010. 
En France, elle a été diffusée sur Cartoon Network en 2010 puis le 11 février 2016 sur Toonami, et maintenant sur Adult Swim et SFR Play

## Synopsis
La série raconte les aventures de trois êtres de la planète Galaluna qui se sont écrasés sur Terre en tentant d'échapper à leur monde dévasté par la guerre. On y suit la vie de Lance, Ilana et Octus, deux extraterrestres adolescents et un robot sous forme humanoïde qui arrivent sur Terre, une planète "identique" à Galaluna, en voulant fuir un général maléfique qui a pris le contrôle de leur planète natale avec l'aide de créatures monstrueuses appelées Mutraddi.

## Fiche technique
| Nom original              | Sym-Bionic Titan                                                                                           |
| Origine                   | États-Unis                                                                                                 |
| Année de production       | 2010-2011                                                                                                  |
| Production                | Orphanage Animation Studios, Cartoon Network studios                                                       |
| Animation                 | Rough Draft Studios                                                                                        |
| Nombre d'épisodes         | 20 |
| Auteur                    | Genndy Tartakovsky, Bryan Andrews, Paul Rudish                                                             |
| Réalisation               | Genndy Tartakovsky                                                                                         |
| Production                | Genndy Tartakovsky                                                                                         |
| Producteur exécutif       | Shareena Carlson, Brian A. Miller, Jennifer Pelphrey, Rob Sorcher                                          |
| Scénarios                 | Darrick Bachman, Amy Wolfram, M.A Larson, Ricardo Delgado, Paul Dini, J.M. DeMatteis, Jim Gomez, Don Shank |
| Direction des storyboards | Bryan Andrews, Mark Garcia                                                                                 |
| Chara-Design              | Stephen DeStefano, Paul Rudish                                                                             |
| Design                    | Todd Frederiksen                                                                                           |
| Direction de l'animation  | Robert Alvarez, Larry Leichliter, Jeff Hall, Robert Renzetti, Brian Sheesley                               |
| Direction artistique      | Scott Wills                                                                                                |
| Direction de l'écriture   | Amy Wolfram                                                                                                |
| Direction des décors      | Joseph Holt                                                                                                |
| Décors                    | Kevin Dart, Kristen Lester, Richard Daskas                                                                 |
| Conception / Rech. Décors | Caesar Martinez                                                                                            |
| Musiques                  | Tyler Bates, Dieter Hartmann, Tim Williams                                                                 |

## Distribution

### Voix originales
- Tara Strong : Ilana
- Kevin Thoms : Lance
- Brian Posehn : Octus/Newton
- Tim Russ : Solomon
- Don Leslie : le général Modula
- John DiMaggio : le général Julius Steel
- Kari Wahlgren : Kimmy Meisner

### Voix françaises
- Marielle Ostrowski : Ilana
- Bruno Mullenaerts : Lance
- Jean-Michel Vovk : le général Dacier
- Bruno Bulté : Octus/Newton
- Jean-Marc Delhausse
- Marcha Van Boven

- Version française
  - Studio de doublage : SDI Media 
  - Direction artistique : Marie-Line Landerwijn, Marielle Ostrowski, Frédéric Meaux[1]
  - Adaptation : Maud Joskin et Thierry Renucci